# Isla White (Antártida)
La isla White (en inglés: White Island) es una isla cubierta de hielo de la Antártida ubicada a 13 km al norte de la península Sakellari en la Tierra de Enderby.
Tiene una extensión de unos 20 km de largo por 5 km de ancho. El estrecho Styles la separa de la península Sakellari. Fue descubierta por Hjalmar Riiser-Larsen en enero de 1930 y llamada "Hvitøya", es decir isla blanca por estar cubierta de hielo. Su existencia fue considerada dudosa durante años, pero fue confirmada por la expedición soviética en marzo de 1957 y más tarde por las Expediciones Nacionales de Investigaciones Antárticas Australianas (A.N.A.R.E. o Australian National Antarctic Research Expeditions por sus siglas en inglés).
Se realizan allí excursiones bastante peligrosas, y sólo 4 touroperadores tienen capacidad para llevarlas a cabo.[cita requerida]

## Reclamación territorial
La isla es reclamada por Australia como parte del Territorio Antártico Australiano, pero esta reclamación está sujeta a las disposiciones del Tratado Antártico.